# الحوازة (سطات)
الحوازة بلدة مغربية ومركز جماعة الحوازة القروية في إقليم سطات. كان مجموع عدد سكان الجماعة 8 673 نسمة (إحصاء 1435).